# Kristin Kreuk
Kristin Laura Kreuk (Vancouver, 30 de dezembro de 1982) é uma atriz e modelo canadense, mais conhecida por interpretar Lana Lang em Smallville e Catherine 'Cat' Chandler em Beauty & the Beast. Ela também protagonizou os filmes Branca de Neve, Street Fighter: A Lenda de Chun-Li e Irvine Welsh's Ecstasy.

## Biografia
Kristin é filha de Peter Kreuk e Deanna Che, dois arquitetos paisagistas. Apesar de nascida e criada no Canadá, possui ascendência euro-asiática, já que seu pai é descendente de holandeses e sua mãe descendente de chineses. Ela tem uma irmã mais nova, Justine Kreuk (nascida em 1987).
Na escola participou de algumas peças teatrais, mas nunca pensou em se tornar futuramente uma atriz profissional. Em sua infância e adolescência, também praticou dança, canto, natação, karatê (onde teve faixa-roxa) e ginástica (que abandonou após cinco anos devido a sua escoliose). Em 2000, se formou na Eric Hamber Secondary School. Antes do estrelato, estava planejando estudar na Universidade de Simon Fraser: ciência forense, psicologia e ciências do ambiente (ela adora falar sobre a Amazônia).
Entre as atividades que gosta de fazer quando está de folga, tricotar está em destaque, além de ler, escrever, dançar e fazer ginástica. Se orgulha por ser membro do Greenpeace, Cruz Vermelha e UNICEF. Admira as atrizes Cate Blanchett e Jodie Foster. Seus estilos musicais preferidos são rap, hip-hop e jazz. Foi co-fundadora do site GirlsByDesign.com, que ajudava adolescentes a criarem projetos para construir a auto-estima. Tem um buldogue francês chamado Dublin. Também gosta de passar tempo em sua cidade natal. A partir do final de 2011, tornou-se proprietária de uma casa em Los Angeles com seu namorado Mark Hildreth. Atualmente, Kristin reside em Toronto para as filmagens de Beauty & the Beast.

### Carreira

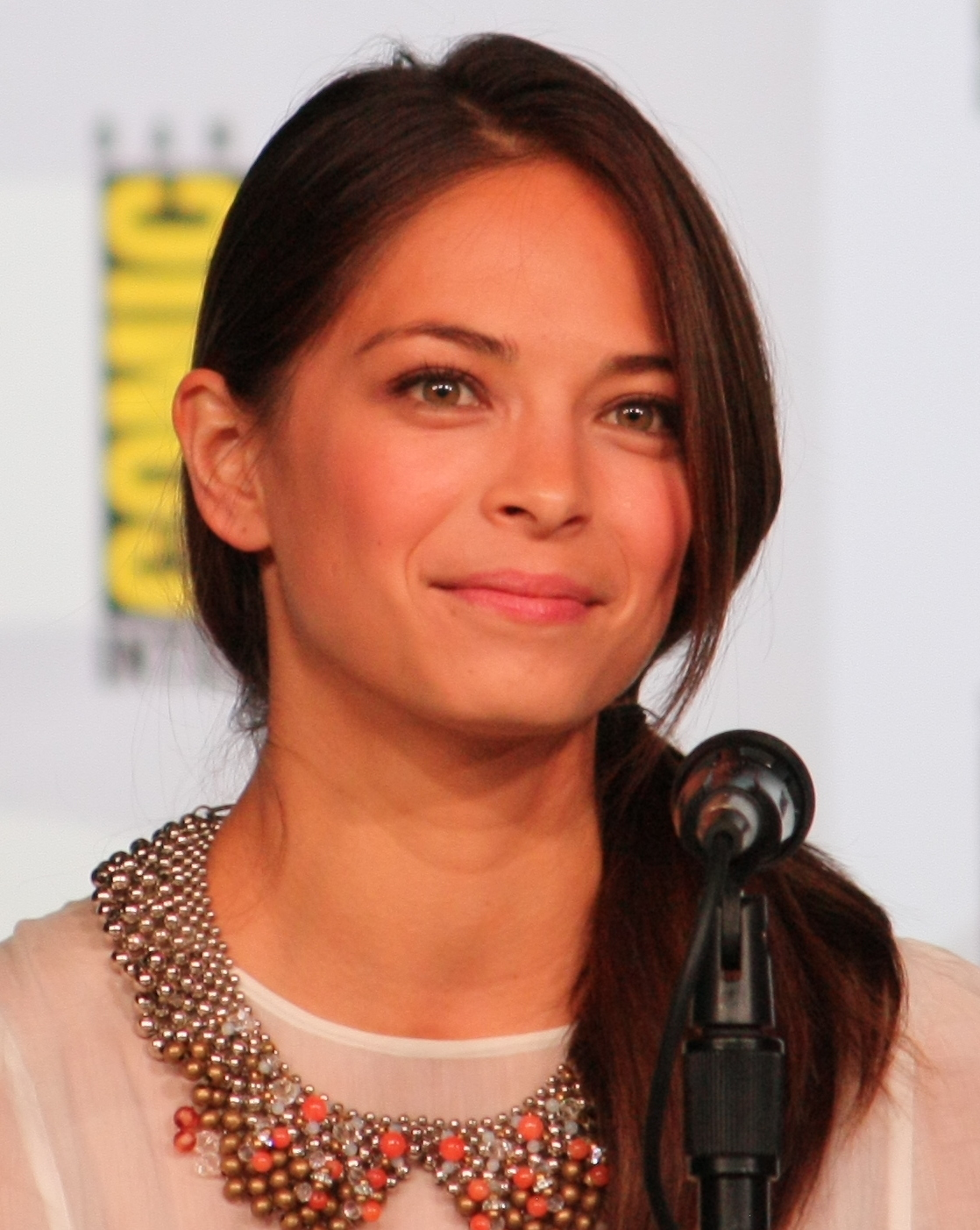
Kristin no San Diego Comic-Con em 2012.

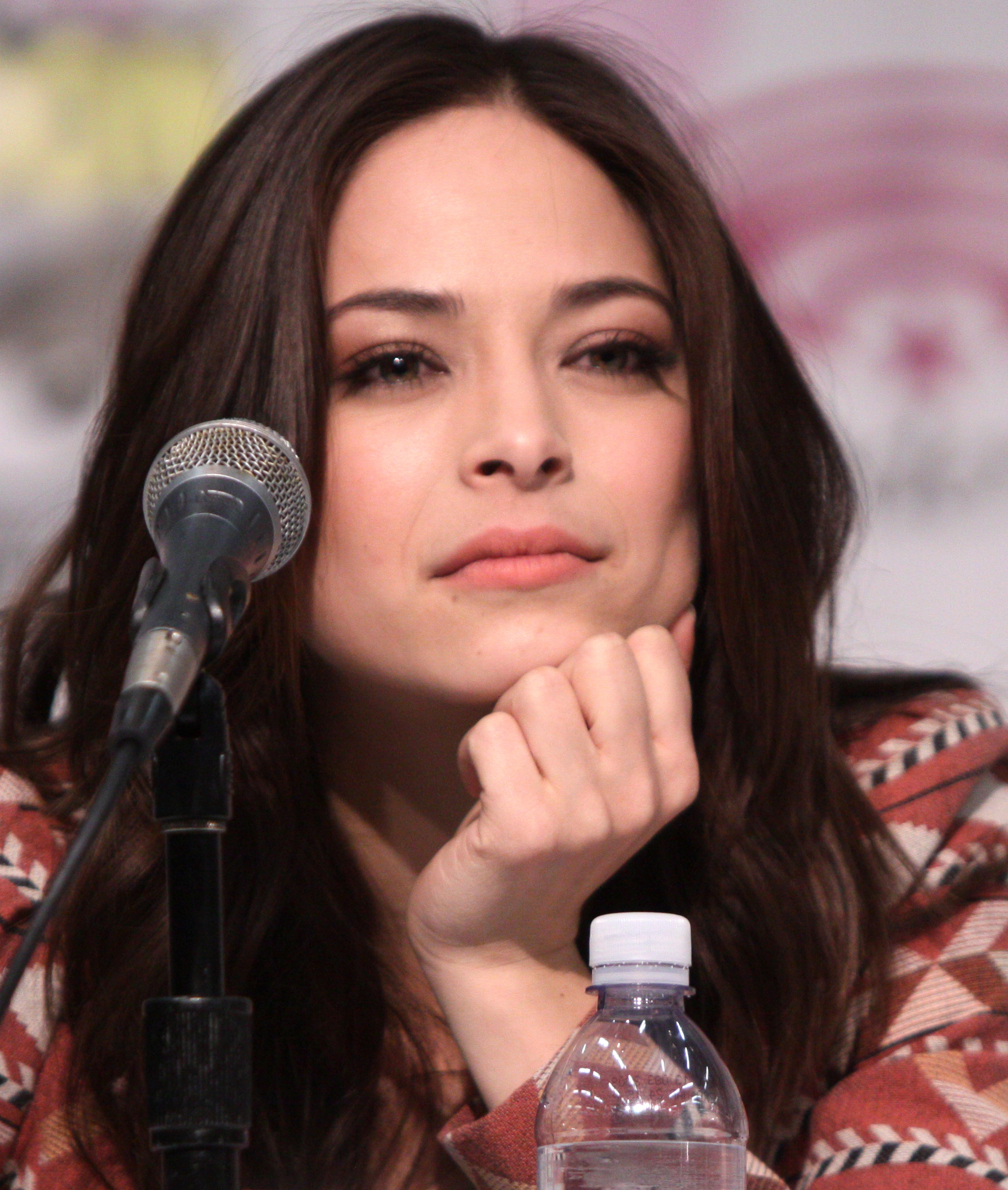
Kristin no WonderCon em 2013.

Em 1999, quando estava no início do último ano do ensino médio, foi incentivada por seu professor de teatro a comparecer em testes para um diretor de elenco de Edgemont, que estava fazendo casting a partir de escolas da Colúmbia Britânica, inclusive a Eric Hamber Secondary School. Para sua surpresa, conseguiu o último papel principal da série, pois o diretor estava com dificuldades de achar uma garota exótica com o perfil diferente. No início, encarava a oportunidade de atuar apenas como um meio de ganhar dinheiro e poder custear seus estudos, mas com o passar do tempo, desenvolveu gosto pela profissão. Ela interpretou a doce adolescente Laurel, a personagem vivia um conflito interno na difícil adaptação à vida suburbana. No colegial, Laurel era vítima de rumores sobre supostas promiscuidades sexuais, devido sua anterior vida em Toronto.
Após filmar a primeira temporada de Edgemont, contratou um agente e conseguiu o papel principal da princesa Branca de Neve, no filme de mesmo nome produzido pela Hallmark Entertainment e gravado em Vancouver. O longa também estrelou Miranda Richardson como a Malvada Rainha Elspeth, a malvada madrasta da Branca de Neve.
Em meados de 2000, o agente de Kristin enviou uma fita para tentar uma audição com Alfred Gough e Miles Millar, que na época estavam selecionando o elenco de um roteiro que eles criaram para o The WB, a série Smallville. Os produtores gostaram da fita de Kristin e a convidaram para ir até os estúdios do The WB em Burbank, onde tentaria o papel do primeiro amor de Clark Kent, a doce Lana Lang. Após ir e fazer a audição com sucesso, Kristin foi a primeira do elenco a ser contratada. Porém antes, quando Lana foi apresentada como uma linda popular líder de torcida, Kristin ficou insegura e com a impressão de que a personagem seria "idiota" e "superficial". No entanto, após a leitura da cena do cemitério do episódio piloto, ela ficou tão impressionada que aceitou imediatamente o papel. Tanto Smallville como Edgemont foram filmadas em Vancouver, assim ela não precisou sair da casa de seus pais e não teve muitas dificuldades para conciliar os trabalhos. Por um tempo, estrelou tanto Smallville como Edgemont, embora seu papel em Edgemont diminuiu ligeiramente ao longo do tempo. Edgemont terminou em 2005 depois de cinco temporadas. Kristin continuou se dedicando a Smallville, onde ficou sete temporadas como parte do elenco fixo até o início de 2008, quando sua personagem saiu da cidade e deixou a série. Ela voltou recorrentemente na temporada seguinte, gravando cinco episódios para concluir seu enredo. Nas três primeiras temporadas, recebia US$ 40 000 por episódio, porém a partir da quarta temporada, passou a receber US$ 270 000 por episódio.
Em 2003, interpretou a personagem Fiona no filme de comédia EuroTrip. Fiona é uma namorada antipática que larga o namorado quando se forma no segundo grau para cair nos braços de um roqueiro famoso, interpretado por Matt Damon.
Em 2004, apareceu como a sacerdotisa Tenar em Earthsea.
Em 2007, protagonizou Partition como a indiana Naseem, juntamente com Jimi Mistry e Neve Campbell.
Em 2009, protagonizou Street Fighter: A Lenda de Chun-Li, o segundo filme produzido sobre a série de jogos eletrônicos Street Fighter. Mas ao contrário do primeiro filme, a história é focada numa única personagem: Chun-Li, que é interpretada por Kristin.
Em 2010, participou de quatro episódios da série Chuck como Hannah, uma garota que Chuck conhece durante um voo para Paris e que logo se torna, também, um interesse amoroso do herói. No mesmo ano, interpretou Tirzah na minissérie Ben Hur.
Em 2011, protagonizou o filme Irvine Welsh's Ecstasy com Adam Sinclair, uma adaptação cinematográfica de “The Undefeated”, a terceira novela do livro Ecstasy: Three Tales of Chemical Romance. Na história ela é Heather Thompson, uma garota que procura por uma mudança em sua vida mas um dia num clube torna-se interesse amoroso de Lloyd Buist (Adam), um contrabandista de drogas ilícitas. No mesmo ano, teve um papel menor no filme Vampire.
Em 2012, protagonizou o filme Space Milkshake como Tilda, ao lado de Robin Dunne, Billy Boyd e Amanda Tapping. Também ganhou o papel principal de Catherine 'Cat' Chandler em Beauty & the Beast.

## Filmografia

### Televisão
| Ano          | Título             | Papel                    | Notas                                                                                   |
| ------------ | ------------------ | ------------------------ | --------------------------------------------------------------------------------------- |
| 2018-Present | Burden Of Truth    | Joanna Hanley            | Protagonista                                                                            |
| 2012-2016    | Beauty & the Beast | Catherine 'Cat' Chandler | Protagonista                                                                            |
| 2010         | Ben Hur            | Tirzah                   | Minissérie                                                                              |
| 2010         | Chuck              | Hannah                   | Episódios 5-6-7-8, Temporada 3                                                          |
| 2001-2009    | Smallville         | Lana Lang                | 158 episódios Elenco principal, Temporadas 1-2-3-4-5-6-7 Elenco recorrente, Temporada 8 |
| 2001         | The Weekenders     | Gina (voz)               | Episódio 17, Temporada 2                                                                |
| 2001-2005    | Edgemont           | Laurel Yeung             | Elenco principal, 70 episódios                                                          |

### Cinema
| Ano  | Título                             | Papel            | Notas                          |
| ---- | ---------------------------------- | ---------------- | ------------------------------ |
| 2012 | Space Milkshake                    | Tilda            | Também foi produtora executiva |
| 2011 | Irvine Welsh's Ecstasy             | Heather Thompson |                                |
| 2011 | Vampire                            | Maria Lucas      |                                |
| 2009 | Street Fighter: A Lenda de Chun-Li | Chun-Li          |                                |
| 2007 | Partition                          | Naseem Khan      |                                |
| 2006 | Dream Princess                     | Princesa         | Curta-metragem                 |
| 2004 | Earthsea                           | Tenar            |                                |
| 2003 | EuroTrip                           | Fiona            |                                |
| 2001 | Branca de Neve                     | Branca de Neve   | Protagonista                   |

## Prêmios e indicações
| Ano  | Prêmio                                   | Categórica                                                  | Trabalho           | Resultado |
| ---- | ---------------------------------------- | ----------------------------------------------------------- | ------------------ | --------- |
| 2002 | Saturn Award                             | Best Television Actress                                     | Smallville         | Indicada  |
| 2002 | Cinescape Genre Face of the Future Award | Female                                                      |                    | Indicada  |
| 2003 | Saturn Award                             | Best Actress in a Television Series                         | Smallville         | Indicada  |
| 2003 | Teen Choice Award                        | Choice TV Actress - Action                                  | Smallville         | Indicada  |
| 2004 | Saturn Award                             | Best Actress in a Television Series                         | Smallville         | Indicada  |
| 2004 | Teen Choice Award                        | Choice TV Actress - Action                                  | Smallville         | Indicada  |
| 2005 | Leo Award                                | Best Performance in a Youth or Children's Program or Series | Edgemont           | Indicada  |
| 2005 | Leo Award                                | Best Lead Performance by a Female in a Feature Length Drama | Earthsea           | Indicada  |
| 2006 | Teen Choice Award                        | Choice TV Actress - Drama                                   | Smallville         | Indicada  |
| 2006 | Teen Choice Award                        | Choice TV Chemistry (com Tom Welling)                       | Smallville         | Indicada  |
| 2006 | Saturn Award                             | Best Actress in a Television Series                         | Smallville         | Indicada  |
| 2008 | Teen Choice Award                        | Choice TV Actress - Drama                                   | Smallville         | Indicada  |
| 2013 | Teen Choice Award                        | Choice TV Actress - Fantasy/Sci-Fi                          | Beauty & the Beast | Indicada  |
| 2014 | Teen Choice Award                        | Choice TV Actress - Fantasy/Sci-Fi                          | Beauty & the Beast | Indicada  |
| 2014 | People's Choice Award                    | Favorite Sci-Fi/Fantasy TV Actress                          | Beauty & the Beast | Venceu    |
| 2015 | People's Choice Award                    | Favorite Sci-Fi/Fantasy TV Actress                          | Beauty & the Beast | Venceu    |

## Reconhecimentos e publicidade
- O site BuddyTV a nomeou como uma das "100 Mulheres Mais Sexy da TV" em 2013 (#02), 2012 (#47).[22][23]
- A revista Hello! Canada a nomeou como uma das "50 Estrelas Mais Bonitas do Canadá" em 2013.[24]
- A revista Complex a nomeou como uma das "15 Garotas Mais Quentes ao lado de Cinema e TV" em 2011 (#9).[25]
- A revista Complex a nomeou como uma das "25 Mais Quentes Mulheres Canadenses" em 2010 (#12).[26]
- A revista FHM UK a nomeou como uma das "100 Mulheres Mais Sexy do Mundo" em 2013 (#74), 2010 (#28), 2009 (#08), 2008 (#48), 2006 (#61), 2005 (#43), 2004 (#16), 2003 (#17), 2002 (#10).[27]
- A revista FHM Australia a nomeou como uma das "100 Mulheres Mais Sexy do Mundo" em 2011 (#67), 2010 (#87), 2009 (#70).
- A revista FHM US a nomeou como uma das "100 Mulheres Mais Sexy do Mundo" em 2010 (#55), 2009 (#23), 2008 (#41), 2007 (#47), 2005 (#28), 2004 (#23), 2003 (#24), 2002 (#71).[27]
- A revista FHM Spain a nomeou como uma das "100 Mulheres Mais Sexy do Mundo" em 2006 (#91).[27]
- A revista FHM Philippines a nomeou como uma das "100 Mulheres Mais Sexy do Mundo" em 2005 (#36), 2004 (#19), 2003 (#26).[27]
- A revista FHM France a nomeou como uma das "100 Mulheres Mais Sexy do Mundo" em 2004 (#99).[27]
- A revista Wizard a nomeou como um das "100 Mulheres Mais Sexy da TV" em 2008.[28]
- O portal AskMen.com a nomeou como uma das "Mais Desejáveis Mulheres" em 2007 (#57). E como uma das "Top 99 Mulheres" em 2005 (#18) e 2003 (#16).[27]
- A revista Maxim a nomeou como uma das "Hot 100" em 2005 (#67), 2003 (#41).[27]
- A revista Maxim a nomeou como uma das "5 Garotas Mais Deslumbrantes de Hollywood" em 2005 (#01).[27]
- A revista Stuff a nomeou como uma das "103 Mulheres Mais Sexys do Mundo" em 2003 (20#).[27]
- A revista Teen People a nomeou como uma das "25 Estrelas Mais Quentes" em 2002 (#22).[27]
- A revista Entertainment Weekly a nomeou como uma das "Mulheres do Ano - TV" em 2001 (#07).[27]
- Em 2002, foi escolhida pela Neutrogena como porta-voz para campanhas publicitárias em todo o mundo.[29] No início de 2005, foi renovado o seu contrato por mais dois anos, fazendo dela a porta-voz de mais longa duração na história da empresa.[30]
- Em março de 2002, foi a primeira atriz canadense a estar na capa da revista Rolling Stone, onde aparece com Tom Welling.[31]
- Em 2015, Kreuk foi classificada como a pessoa mais bonita do Canadá em uma pesquisa online organizada pela ET Canada.[32]